# Rose Beuret
Rose Beuret (nascuda Marie Rose Beuret; 9 de juny de 1844 - 14 de febrer de 1917) va ser una modista i bugadera francesa, coneguda especialment pel fet d'haver estat una de les muses i, durant 53 anys, la companya d'Auguste Rodin, amb qui es va casar poques setmanes abans de morir el 1917.

## Biografia
Era filla de Scholastique Clausse i d'Etienne Beuret, un agricultor i enòleg de l'Alt Marne. Beuret va conèixer Auguste Rodin el 1864 mentre treballava al frontó del Théâtre des Gobelins.
Rose Beuret era una dona reservada i tímida. Rodin era un home seriós i treballador, rude en les seves maneres i tan tímid com ella mateixa. Es van instal·lar junts i van continuar la seva feina, ell com a escultor i ella com a modista. Beuret s'encarregava de les feines de la llar i Rodin de vegades l'ajudava a cosir botons. Els diumenges, els joves amants feien llargues passejades pels boscos i pel camp prop de París.
El 1893, Rodin es va traslladar amb ella a Meudon, al núm.8 del carrer Scribe, a la Casa de Chiens-Loups.
Beuret es va convertir a poc a poc en la fidel companya de Rodin. El va ajudar en la projecció i organització del seu taller i va posar per a ell en diverses ocasions. Amb ella, Rodin es va apropar als retrats de dones. Van tenir un fill, Auguste-Eugène Beuret (1866-1934), a qui l'artista no va reconèixer. El fill també va servir de model per a Rodin (Mignon, Bellone, L'Alsacienne) i de tallerista. Tanmateix, la seva relació es va deteriorar durant la seva carrera com a escultor.
Malgrat que Rodin havia tingut nombrosos vincles sentimentals (Camille Claudel, Gwen John, i la duquessa de Choiseul, d'origen nord-americà, de 1907 a 1912), tots dos es van casar el 29 de gener de 1917 a Meudon, setze dies abans de la seva mort.
Beuret va ser model de Rodin diverses vegades, i testimoni de la seva evolució estilística, de Jeune fille au chapeau fleuri el 1865, encara influenciat per Carrier-Belleuse, Mignon el 1869–1870, després Bellone, executat el 1878 després del seu retorn de Bèlgica. També va ser el seu subjecte per a una màscara de 1898.

## Filmografia
Danièle Lebrun interpreta Beuret a Camille Claudel (1988). Séverine Caneele la retrata a Rodin (2017).

## Galeria

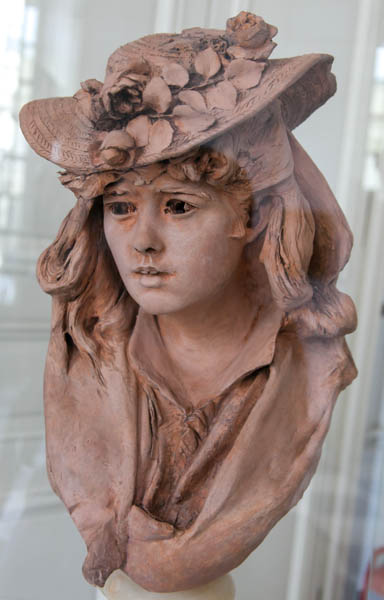
Jeune Fille au chapeau fleuri, 1865
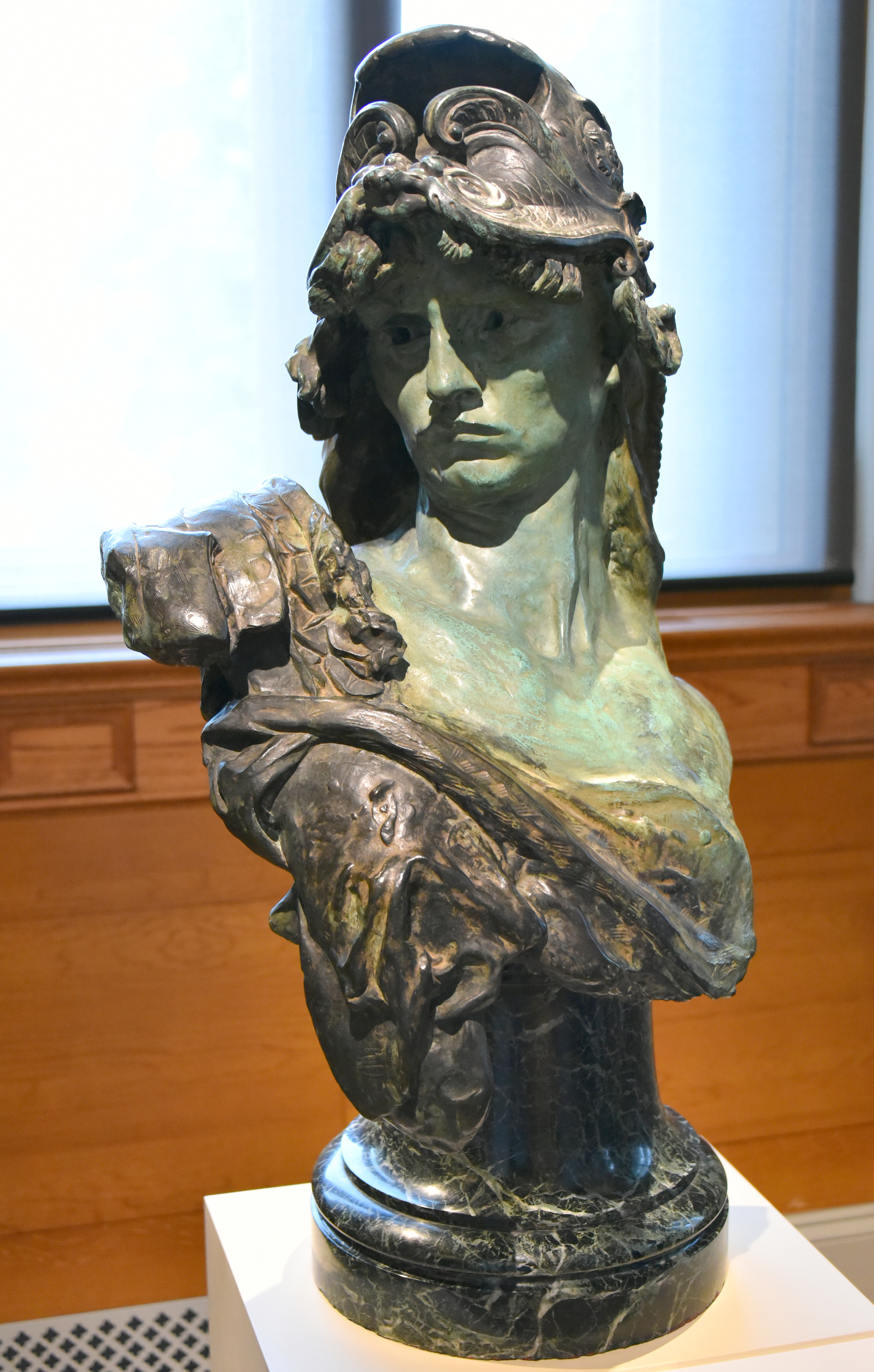
Bellone, 1879
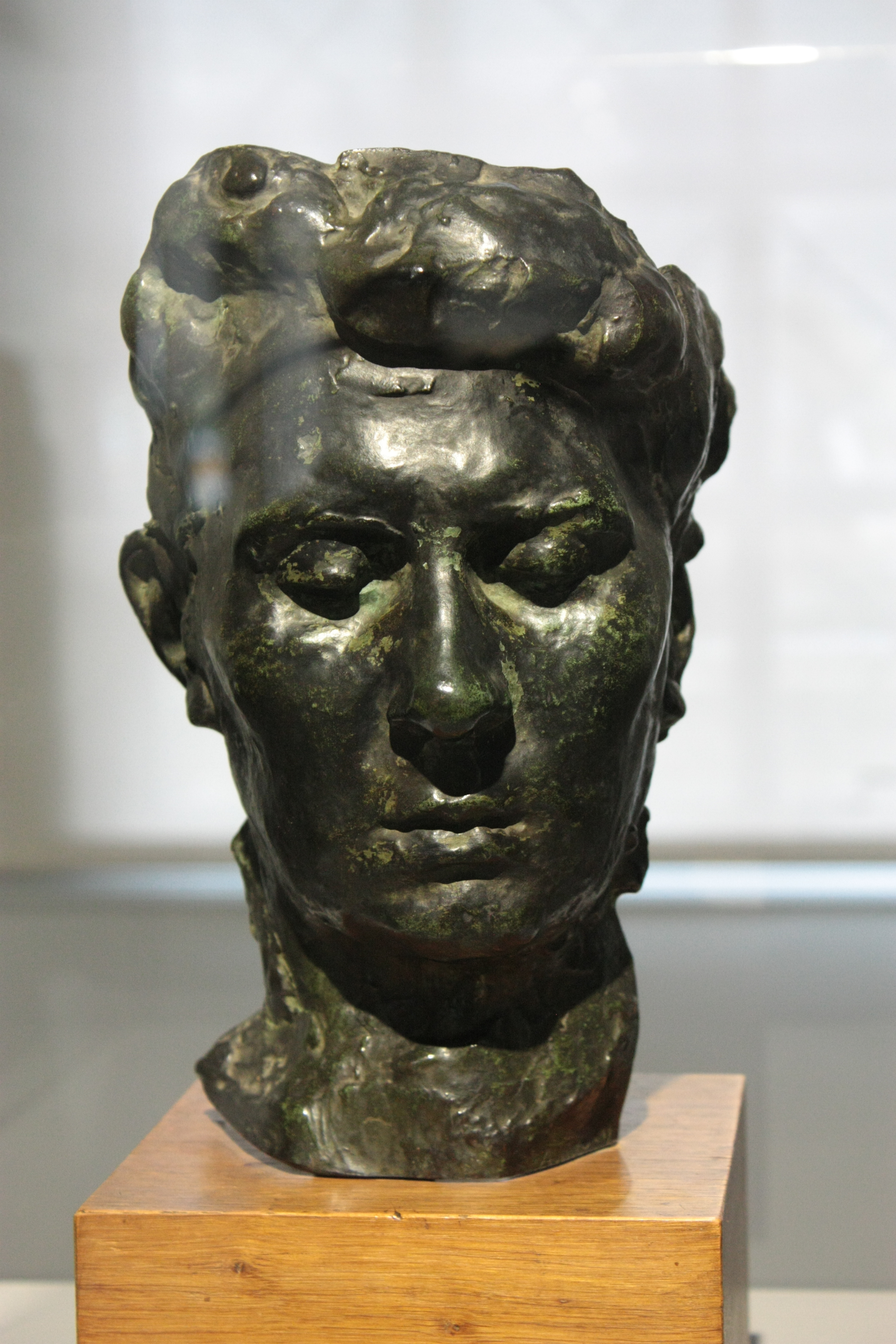
Bust de Rose Beuret, 1880
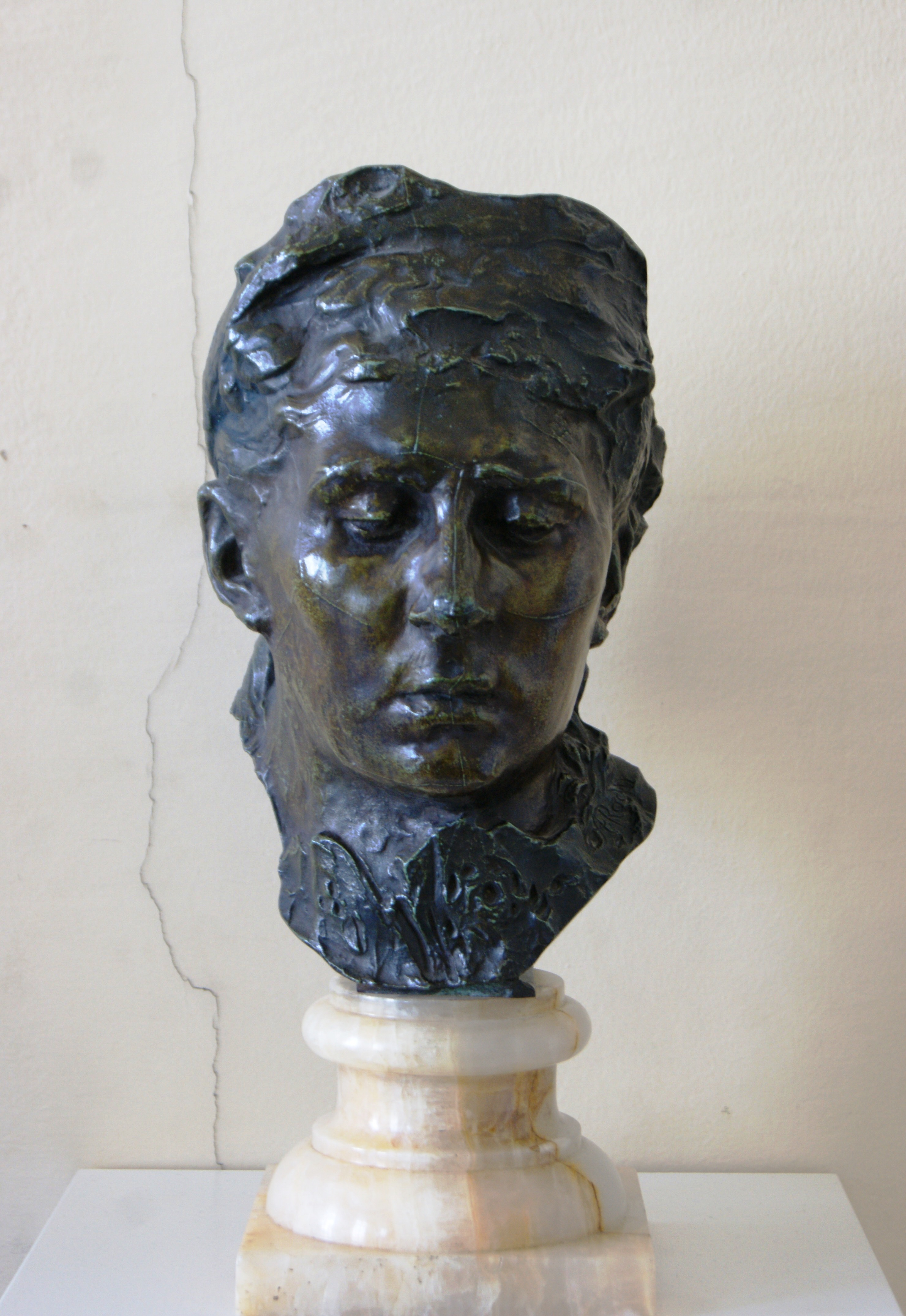
Masque de L'Alsacienne, 1880–1882
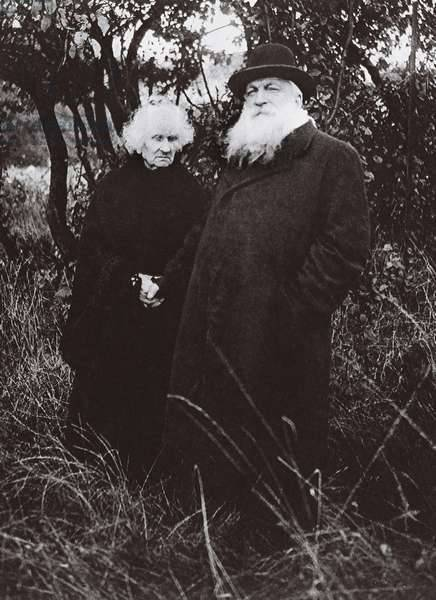
Beuret i Rodin al seu jardí de Meudon, 1916